# Tambon Mae Ngoen
Tambon Mae Ngoen (Thai: แม่เงิน) is een tambon in de amphoe Chiang Saen in de changwat Chiang Rai. De tambon telde in 2005 8.463 inwoners en bestaat uit 12 mubans.